# Олгой-Хорхой (рассказ)
«Олго́й-Хорхо́й» — научно-фантастический рассказ Ивана Ефремова. Написан в эвакуации в Алма-Ате в 1942 году, первая публикация в 1944 году (под названием «Аллергорхой-хорхой») — в сборнике «Пять румбов», впоследствии рассказ неоднократно переиздавался, в том числе в «Библиотеке современной фантастики». Сюжет основан на сообщениях экспедиции Эндрюса о появлении в глухом уголке пустыни Гоби загадочного червеобразного животного, обладающего способностью убивать на расстоянии.
Главный герой — геодезист, и его помощники — монгол-проводник, радист и водитель, находясь в совершенно мёртвом уголке юго-западной Гоби, неожиданно встречаются с олгой-хорхоем. Погнавшись за ним, водитель и радист погибли без всяких видимых причин. В современной литературной критике рассказ может именоваться «классикой русского триллера» или символическим произведением, чья эстетика не соотносится с программой демонстрации романтики научного поиска, проповедуемой самим И. А. Ефремовым. Долгое описание мёртвой пустыни и экспедиционной рутины настраивают читателя к встрече с необъяснимым явлением, за которым не следует ничего.
Олгой-хорхой упоминался также в документальной повести Ефремова «Дорога ветров» и многократно — в разных контекстах — в творчестве братьев Стругацких.

## Сюжет
Рассказ ведётся от лица советского геодезиста Михаила Ильича, столкнувшегося в Монголии с таинственным опасным животным, которое местные жители называют олгой-хорхой — «кишка-червяк». Повествование построено сугубо реалистически как чередование повседневных сцен экспедиции на южной границе Монголии в Джунгарской Гоби. Далее участники в совершенно безводном уголке пустыни столкнулись с чудовищем:

…У животного не было заметно ни ног, ни даже рта или глаз; правда, последние могли быть незаметны на расстоянии. Больше всего животное походило на обрубок толстой колбасы около метра длины. Оба конца были тупые, и разобрать, где голова, где хвост, было невозможно. Большой и толстый червяк, неизвестный житель пустыни, извивался на фиолетовом песке.
Водитель Гриша и радист экспедиции Миша погнались за существом, вскоре появилось и второе. Монгол-проводник Дархин силой удержал рассказчика, что и спасло ему жизнь: Гриша и Миша внезапно пали замертво, лица их посинели, как бы от удушья. Далее выжившие геодезист и проводник довезли погибших на грузовике до астропункта, где и похоронили. Предстоял тяжёлый путь в Улан-Батор через пустыню. Несмотря на все объяснения монголов, механизм умерщвления жертв на расстоянии для рассказчика остался неясным, — был ли то электрический разряд или разбрызганный существом яд.

## История создания
Иван Антонович Ефремов обратился к литературному творчеству во время эвакуации в Среднюю Азию в 1942—1943 годах, где перенёс тяжёлое заболевание. Вынужденный досуг в Алма-Ате заполнялся, кроме прочего, писательской работой. Первые семь рассказов, датированные 1942 годом, были выстроены в соответствии с авторской концепцией; сам Ефремов вспоминал, что идея семи рассказов появилась из-за «семи самодельных лампочек», которыми он освещался по ночам. Первые семь рассказов были самим автором объединены в цикл «Семь румбов», в котором рассказ о смертоносном черве занимал четвёртую позицию. Впрочем, при работе с издательством «румбов» осталось пять, и первое книжное издание вышло в 1944 году под названием «Пять румбов». Тексты оказались объединены классическим композиционно-повествовательным ходом — встречей группы заинтересованных слушателей и рассказчиков: в Москве после очередного налёта фашистской авиации у капитана дальнего плавания собираются его приятели и обмениваются самыми необычными происшествиями в своей жизни; «Олгой-Хорхой» — рассказ геодезиста.
О животном, обитающем в пустыне Гоби и обладающем способностью убивать на расстоянии, Ефремов узнал из книги американского палеонтолога Роя Эндрюса. Эндрюс в своих работах передавал монгольские географические названия и имена в неточной транскрипции. Олгой-хорхоя он именовал «Allergorhai-Horhai», поэтому, вслед за Эндрюсом, в первом издании рассказ Ефремова назывался «Аллергорхой-Хорхой». Поработав в Монголии начальником палеонтологических экспедиций в 1946—1949 годах и познакомившись с фольклором, автор дал рассказу более правильное название «Олгой-Хорхой»; упоминаются эти существа и в его документальной повести «Дорога ветров». Пётр Чудинов полагал, что Ефремов искренне верил в существование таинственного обитателя пустыни. В предисловии к переизданию своих рассказов Иван Антонович утверждал, что «кишка-червяк» монгольского фольклора, вероятно, вымершее животное, но сохранившее свой образ в народных преданиях.
Переиздавая рассказ в 1950 году, Иван Антонович убрал из первоначального текста фрагмент, где герои слушали заграничную радиостанцию и разгоняли «давящую тишину весёлыми звуками фокстрота». В стандартном тексте рассказа упоминается просто «весёлая музыка» и «одна из станций».

## Литературные особенности
В научно-критической литературе не существует единого взгляда на произведение. П. К. Чудинов называл рассказ «типичным» для цикла «Рассказов о необыкновенном», ошибочно считая его написанным по результатам гобийских экспедиций. Дмитрий Быков называл рассказ «классикой русского триллера», иллюстрируя эмоциональное воздействие ефремовской прозы.
В стандартном издании рассказ включает 16 страниц, причём встреча с необычайным происходит лишь на тринадцатой. Внешняя статика сюжета, описания однообразного безжизненного пейзажа должны подготовить читателя. Настроение задаётся упоминаниями инструментов для работы с пространством: спидометр (измерение скорости передвижения в пространстве), бинокль (наблюдение удалённых в пространстве предметов), теодолит (геодезический угломерный инструмент), универсал Гильдебрандта (астрономический угломерный
инструмент), компас (ориентирование в пространстве). Пространство и время связано радиостанцией, поскольку она служит прежде всего не для связи, а для приёмов сигналов точного времени. На вторые сутки своего странствия по царству смерти герои наблюдают великолепный мираж: «целый фантастический город из пламени. Прямо впереди нас, вдали, в ущелье, сходились две стены—левая огненная, правая исчерна-синяя». Местность, в которой герои встретили свою гибель, в буквальном смысле мертва, она описана как точка, где «кончилась борьба первобытных космических сил и жизни, победила бесстрастная сила энтропии», и создаваемое настроение сводится к «печали безнадёжного отчаяния, скрытой под маской неподвижного безразличия».
Е. Московкина, анализируя хронотоп ранних произведений Ефремова, утверждала, что он воспроизводит Мировое древо, причём опрокинутое, в котором реалии нижнего мира зеркальны по отношению к посюстороннему. Поэтому горизонтальное пространство осмысляется и описывается в категориях вертикального. Например, герой «Олгой-Хорхоя» беспокоится, что слишком смело пустился в глубь песков. Исследовательница полагает, что действие рассказа целиком помещено в мифологическое время, что и приводит к «тупиковой встрече». В первом издании 1944 года говорится, что сверхъестественные обстоятельства гибели товарищей доставили «немало крупных неприятностей» герою-рассказчику после возвращения из экспедиции. Однако после возвращения из царства смерти — за пределы «страшных фиолетовых песков» — легенда перестаёт быть мистической. Символом откровения и тайны, опасности и границы жизни и смерти является болезненно-депрессивный фиолетовый цвет барханов необычайной величины, описанных в рассказе. Сам образ фантастических существ безобразен в буквальном смысле: у олгой-хорхоя нет внятного облика, у него невозможно отличить голову от хвоста, герой постоянно подчёркивает его неполноценность и неодушевлённость («штука», «колбаса», «обрубок»). Более того, внешне беспомощные «обрубки» в то же время являются источником колоссальной, неотвратимой угрозы. По мнению Е. Московкиной, рассказ является символическим (по крайней мере, в описываемом фоне), его «гипнотически-сомнамбулическая фабула» почти не соотносится с поставленной самим Ефремовым задачей демонстрации неисчерпаемости научного поиска и великой радости от него. Собственно, ни о каких результатах работы экспедиции, наткнувшейся на олгой-хорхоя, автор-повествователь вообще не сообщает. Во всех рассказах из цикла «Пять румбов» происходит столкновение прошлого и будущего, причём в «Олгой-Хорхое» оно решено нестандартным образом. Прошлое, существовавшее лишь в малоправдоподобной монгольской легенде, внезапно обернулось настоящим.
Определённую символическую нагрузку несут имена персонажей. Главный герой носит имя Михаил, не аттестуя самого себя. Имя его читатель узнаёт через несколько страниц из упоминания, что радист Миша — тёзка главного героя, и лишь в дальнейшем участники команды именуют командира Михаил Ильич. Погибший товарищ радиста — водитель Гриша, носит имя, означающее «бодрствующий», и является сюжетным двойником монгола-проводника, который заснул накануне появления олгой-хорхоя. Внезапно пробудившись, монгол Дархин спасает Михаила, а бодрствующий Гриша оказался жертвой червя, как и Миша. Е. Мызникова связывала с символизмом рассказа и само название «олгой-хорхой», воспринимаемое в семантике и фонетике не монгольского, а русского языка (не случайно, что главный герой, не расслышав проводника, воспринял название чудовища как «оой-оой»). Четыре буквы «О» на эмоциональном уровне подчёркивают, что у животного нет ни начала, ни конца. Графически буква напоминает знак нуля, который обозначает начало и конец, причём страшный червь в минуту опасности, разряжаясь, свивается в кольцо.

## Литературные переклички
В кругу общавшихся с Ефремовым писателей-фантастов образ олгой-хорхоя использовался в разных контекстах. В дебютной повести братьев Стругацких «Страна багровых туч» (1959) герои, готовящиеся лететь на Венеру, упоминают этот рассказ, «написанный Ефремовым с полвека назад» (по времени действия повести). По сообщению Бориса Стругацкого, братья на рубеже 1950—1960-х годов стремились создать общий для всех советских фантастов Мир Светлого Будущего, чтобы там использовались одни и те же элементы антуража, одна и та же терминология, в основном, на основе ефремовской. «Марсианские пиявки» из «Стажёров», по мнению Д. Быкова, являлись развитием той же фантастической идеи. Также «электрический червяк» упоминался в сатирическом контексте в повести «Сказка о Тройке» (1968), и затем в позднем романе Б. Стругацкого «Бессильные мира сего» (2003). Общавшийся с Ефремовым Спартак Ахметов в 1979 году описал встречу с олгой-хорхоем в фантастическом рассказе «Синяя смерть», написанном совместно с А. Янтером. Кир Булычёв включил рассказ в свою антологию «Фантастический бестиарий».

## Издания
- Аллергорхой-хорхой // Пять румбов: Рассказы о необыкновенном / Рис. И. Француза. — М. : Молодая гвардия, 1944. — С. 86—103. — 136 с.
- Олгой-Хорхой // Рассказы / Рис. В. Коновалова. — М. : Молодая гвардия, 1950. — С. 111—128. — 184 с.
- Олгой-Хорхой // Звёздные корабли: [Повести и рассказы] / Рис. В. Таубера. — М.—Л. : Детгиз, 1953. — С. 200—216. — 240 с. — (Библиотека научной фантастики и приключений).
- Олгой-Хорхой // Сердце Змеи / Рис. В. Тауберга. — М. : Детская литература, 1964. — С. 53—69. — 366 с. — (Библиотека приключений и научной фантастики).
- Олгой-Хорхой // Сердце Змеи: [Рассказы] / Рис. А. Иткина; Оформл. Ю. Киселёва. — М. : Детская литература, 1970. — С. 267—283. — 576 с. — (Библиотека приключений: В 20 томах. Том 19).
- Олгой-Хорхой // Антология / Сост. М. Емцев; худ. Е. Галинский. — М. : Молодая гвардия, 1973. — С. 11—26. — 400 с. — (Библиотека современной фантастики. Том 25).
- Олгой-Хорхой // Сочинения: В 3 томах / Сост. С. Г. Жемайтис; Худ. В. Максин. — М. : Молодая гвардия, 1975. — Т. 1 — Рассказы. — С. 228—243. — 512 с.
- Олгой-Хорхой // Собрание сочинений: В 5 томах / Худ. Р. Авотин. — М. : Молодая гвардия, 1986. — Т. 1 — Научно-фантастические рассказы. — С. 107—123. — 576 с. — И. Ефремов. Предисловие, с. 5—14.
- Олгой-Хорхой // Собрание сочинений: В 6 томах. — М. : Советский писатель, 1992. — Т. 1 — Рассказы. — С. 106—123. — 544 с. — ISBN 5-265-02735-1.
- Олгой-Хорхой // Собрание сочинений: В 3 томах / Худ. Аскольд Акишин, Илья Воронин. — М. : Терра — Книжный клуб, 1999. — Т. 3 — На краю Ойкумены; Рассказы. — С. 299—314. — 416 с. — (Большая библиотека приключений и научной фантастики). — ISBN 5-300-02404-Х.
- Олгой-Хорхой // Сердце змеи: Повести, рассказы / Рис. В. Таубер. — М. : Оникс 21 век, 2001. — С. 59—78. — 288 с. — (Золотая библиотека). — ISBN 5-329-00269-9.
- Олгой-Хорхой // Встреча над Тускаророй: Рассказы. — М.; СПб. : АСТ; Terra Fantastica, 2001. — С. 261—281. — 384 с. — (Библиотека приключений). — ISBN 5-17-010257-7.
- Олгой-Хорхой // Звёздные корабли: [Сборник] / Сост. Андрей Синицын; Обложка Лео Хао. — М.: : Эксмо, 2007. — С. 78—93. — 496 с. — (Отцы-основатели: Русское пространство). — ISBN 978-5-699-23859-0.
- Олгой-Хорхой // Алмазная труба: [Сборник рассказов] / Худ. Олег Пахомов. — М. : НИГМА, 2016. — С. 101—117. — 432 с. — (Страна приключений). — ISBN 978-5-4335-0413-4.
- Олгой-Хорхой // Малое собрание сочинений. — СПб. : Азбука-Аттикус, 2016. — С. 388—404. — 576 с. — ISBN 978-5-389-11498.